# Monastyr Doński
Monastyr Doński (ros. Донской Монастырь) – stauropigialny (od 1 lipca 1745) monastyr Rosyjskiej Cerkwi Prawosławnej założony w 1591 na miejscu rozlokowania rosyjskiego hulajgrodu, nieopodal Moskwy (obecnie znajduje się w samym mieście), wkrótce po odparciu bardzo groźnego ataku krymskiego chana Ğazı II Gireja, co było powszechnie uważane za cud. Wzniesiono go jako sanktuarium. Po wybudowaniu miał za zadanie bronić terenów położonych na południe od Kremla. Znajduje się tutaj ikona, której przypisywano pomoc w zwycięstwie Dymitra Dońskiego nad wojskami Złotej Ordy na Kulikowym Polu 8 września 1380. Po zwycięstwie książę zyskał przydomek „Doński”, a ikona – nazywana była odtąd „Dońską” (ros. Донская икона Божией Матери).

## Początki
W 1612 klasztor został przejęty na bardzo krótko przez wojska dowodzone przez Jana Karola Chodkiewicza. W 1618 strzelcy moskiewscy pokonali pod jego murami kozaków walczących pod wodzą Piotra Konaszewicza-Sahajdacznego. Spustoszony w okresie wielkiej smuty, przez wiele lat pozostawał w ruinie. Z czasem został odbudowany, stając się za panowania carów Michała Fiodorowicza i Aleksego I Michałowicza miejscem pielgrzymek carów i możnych rodów. W 1683 przełożony monastyru otrzymał tytuł archimandryty, a zgromadzenie otrzymało nadania ziemskie w ilości odpowiadającej dzisiejszym 21 ha.

## Wielki Sobór
W latach 1684–1699 dzięki poparciu i gorliwym zabiegom carewny Katarzyny Aleksejewnej (córki Aleksego I Michajłowicza i Marii Miłosławskiej) na terenie monastyru wybudowana została nowa cerkiew, poświęcona Dońskiej Ikonie Matki Bożej i nazywana Wielkim Soborem (ros. Большой Собор). Półksiężyce pod złotymi krzyżami wieńczącymi liczne kopuły monastyru symbolizują klęskę islamu.
Po raz pierwszy w Moskwie zaprojektowano i wykonano aż 5 kopuł, z których cztery symbolizowały cztery strony świata (zgodnie z ukraińskim zwyczajem). Wywołało to oburzenie starowierców, którzy nazwali monastyr „ołtarzem antychrysta”. Bardzo bogate freski świątyni zostały wykonane przez włoskiego malarza Antonio Claudio w latach 1782–1785.
Uroczyste poświęcenie cerkwi odbyło się w 1698.
W ramach bieżeństwa przewieziono tutaj z cerkwi Świętego Ducha w Wilnie szczątki Męczenników Wileńskich.
Po wybuchu rewolucji październikowej w 1917, monastyr Doński został zamknięty. W latach 1922–1925 przetrzymywany był tutaj moskiewski patriarcha Tichon. Po uwolnieniu pozostał w nim do swojej śmierci, a następnie został pochowany w południowej ścianie Małego Dońskiego Soboru (tzw. zimowa cerkiew). W pogrzebie uczestniczyło 56 biskupów i 500 kapłanów.
W czasach sowieckich przechowywano tu pozostałości po wielu zniszczonych cerkwiach, monastyrach i innych zabytkach zniszczonych na polecenie władz, m.in.: cerkwi Zaśnięcia Matki Bożej na Pokrowce w Moskwie (zburzona w 1929), soborze Chrystusa Zbawiciela (zburzony w 1931), czy Wieży Sucharewa (zburzona w 1934).
Od 1934 w monastyrze Dońskim mieściło się Muzeum Architektury (pod opieką Radzieckiej Akademii Architektury). W 1964 został ustanowiony oddziałem Muzeum Architektury Szczusiewa.
W 1982 Leonid Breżniew podpisał dekret w sprawie przekazania monastyru na rzecz Patriarchatu Moskiewskiego, celem stworzenia w tym miejscu oficjalnej rezydencji patriarchy Moskwy, jednakże kilka dni po śmierci sekretarza generalnego wydane zostało postanowienie o wstrzymaniu wykonania tej decyzji. Ostatecznie Cerkiew otrzymała Monaster Daniłowski, w którym dzisiaj znajduje się siedziba patriarchy.

## Nekropolia

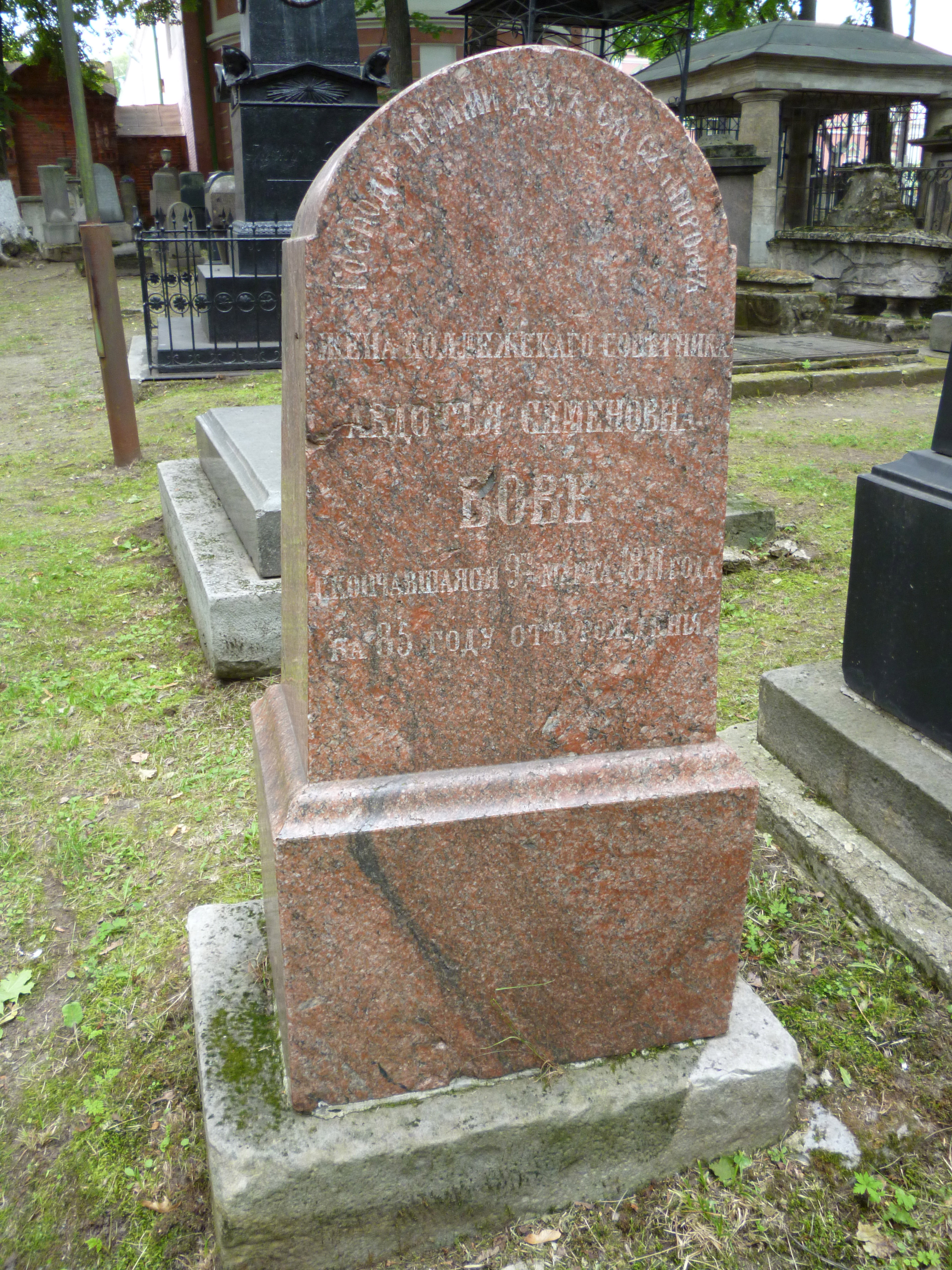
Grób Awdotyi Siemionowej Beauvais

Przyklasztorny cmentarz (znany jako Stary Cmentarz Doński, ros. Старое Донское Кладбище) od końca XVIII w. pełni funkcję nekropolii dla kilkunastu rodzin arystokracji rosyjskiej. Spoczywają tu m.in. przedstawiciele rodów Dołgorukich, Oboleńskich, Golicynów, Wołkońskich, Trubickich i Tołstojów. Na cmentarzu znajdują się ponadto groby wielu wybitnych postaci biorących czynny udział w życiu politycznym, publicznym lub artystycznym Rosji: dekabrystów, uczestników wojny 1812, pisarzy, malarzy, naukowców.
Obecnie powstaje tam Memoriał Pojednania Narodowego i Zgody. Składane są tam również prochy znanych Rosjan zmarłych na emigracji. W 2005 pochowano w tym miejscu jednego z przywódców kontrrewolucji w 1917, generała Białej Armii Antona Denikina oraz publicystę i filozofa białej emigracji Iwana Iljina. 3 sierpnia 2008 spoczął tu laureat Nagrody Nobla w dziedzinie literatury w 1970, autor Archipelagu GUŁag Aleksandr Sołżenicyn. Spoczywają tu także sowieccy żołnierze, którzy stracili życie podczas bitwy pod Moskwą w okresie II wojny światowej, jak również ofiary egzekucji prowadzonych przez NKWD.

## Galeria

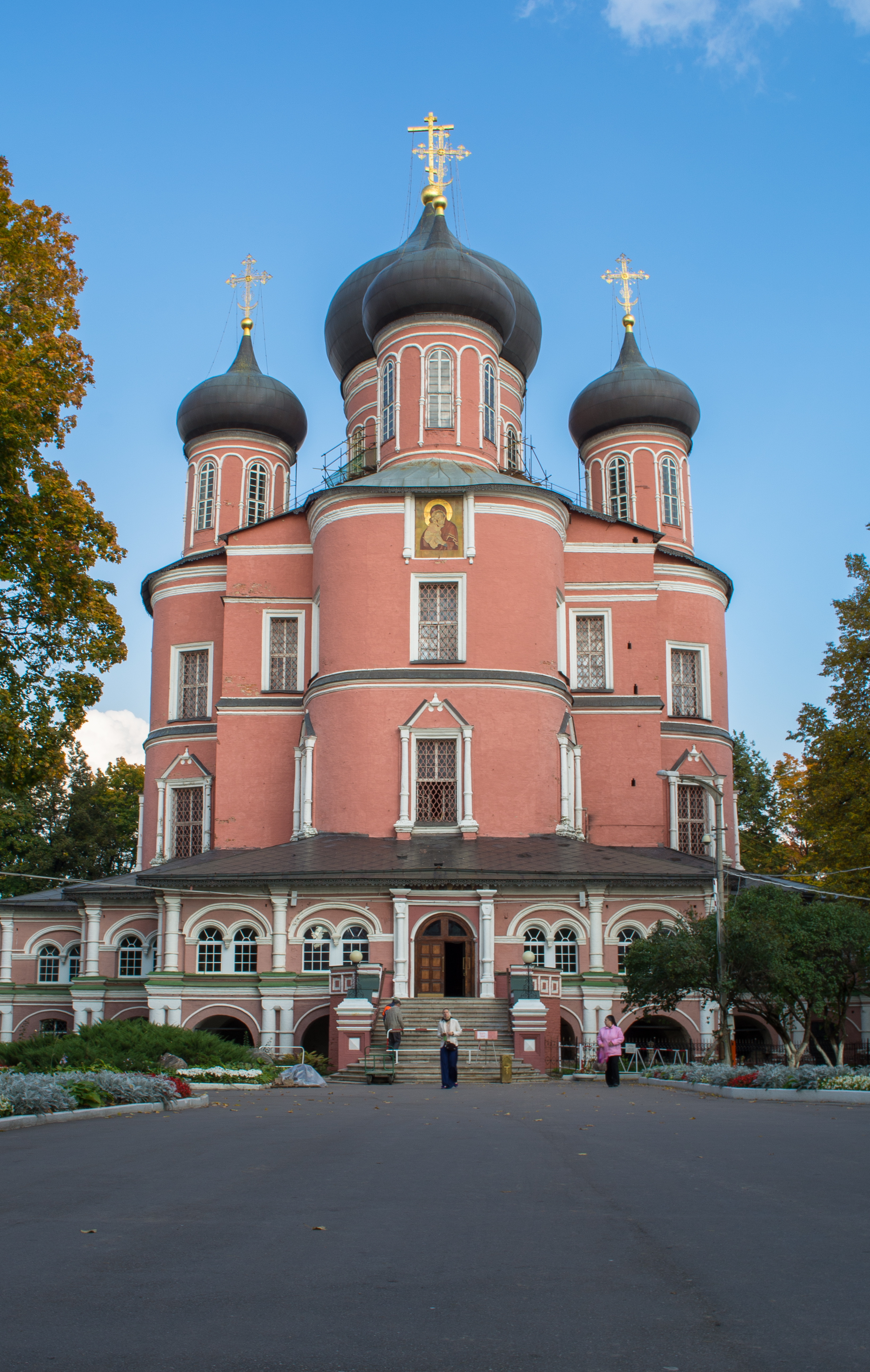
Wielki Sobór
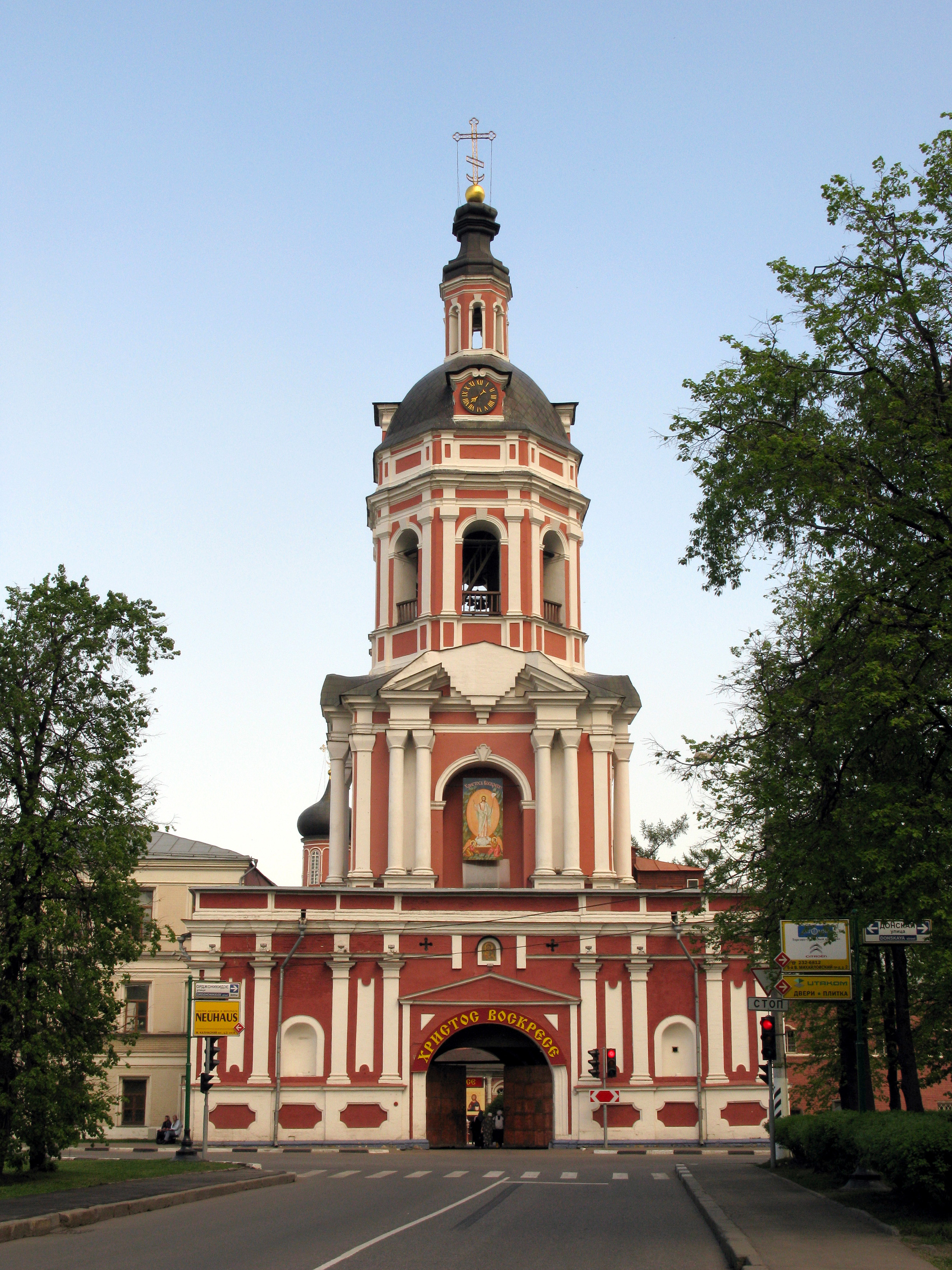
Cerkiew Świętych Zachariasza i Elżbiety
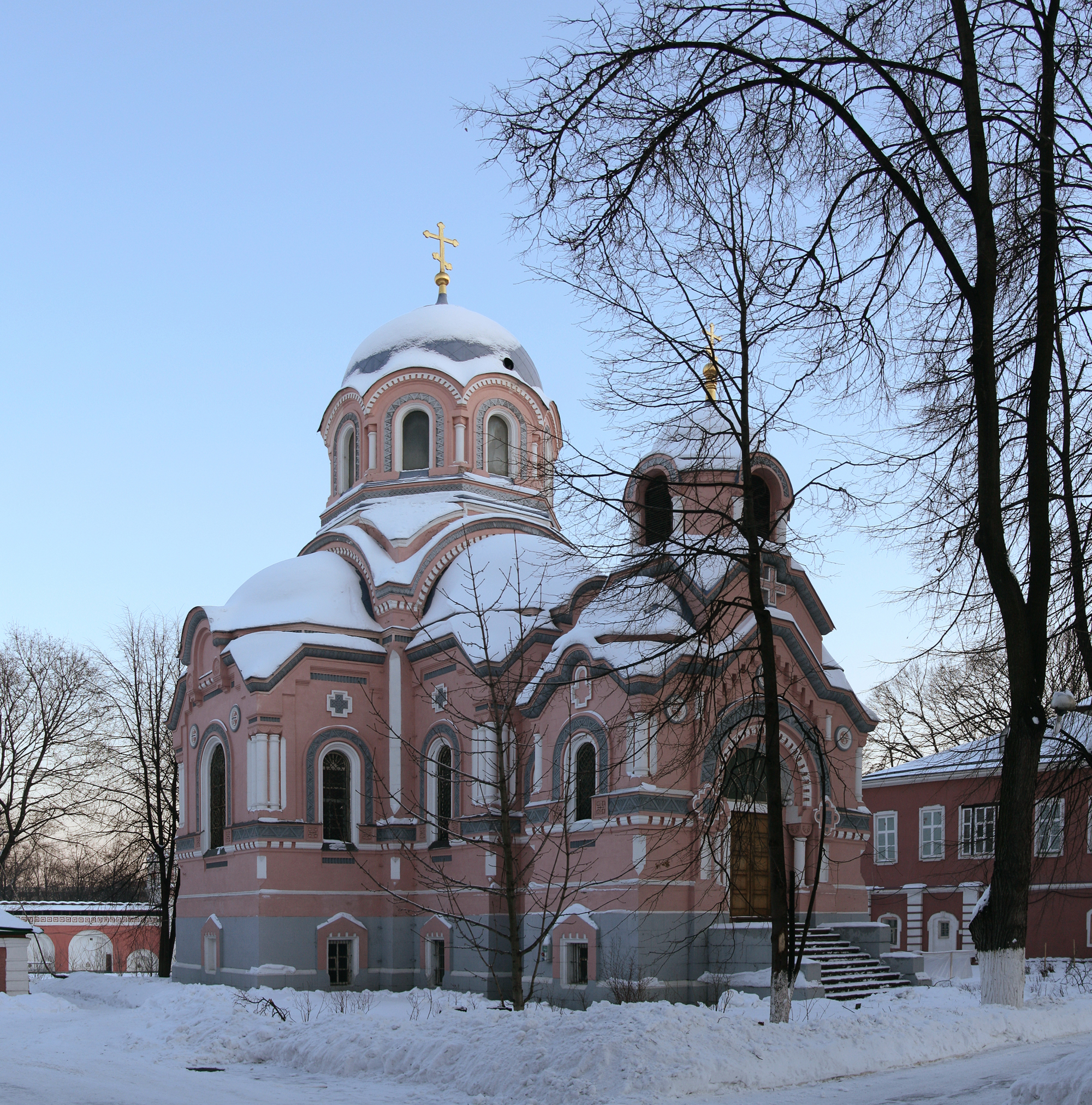
Cerkiew św. Jana Chryzostoma
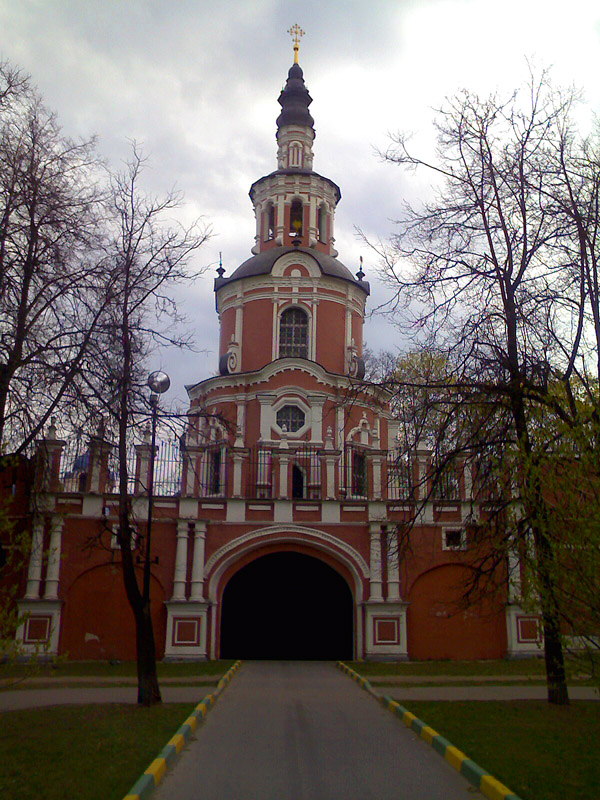
Cerkiew Tichwińskiej Ikony Matki Bożej
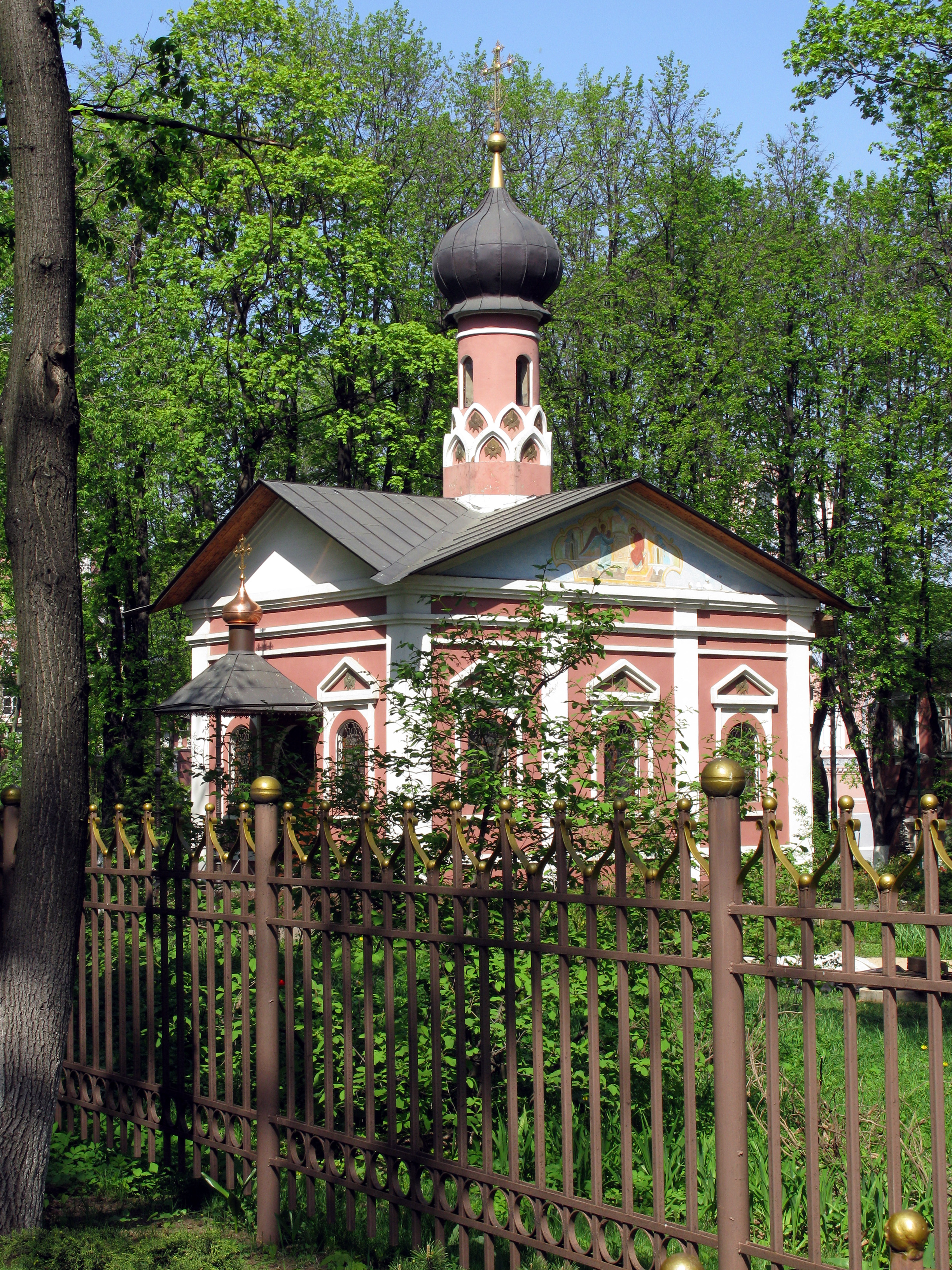
Cerkiew św. Tichona
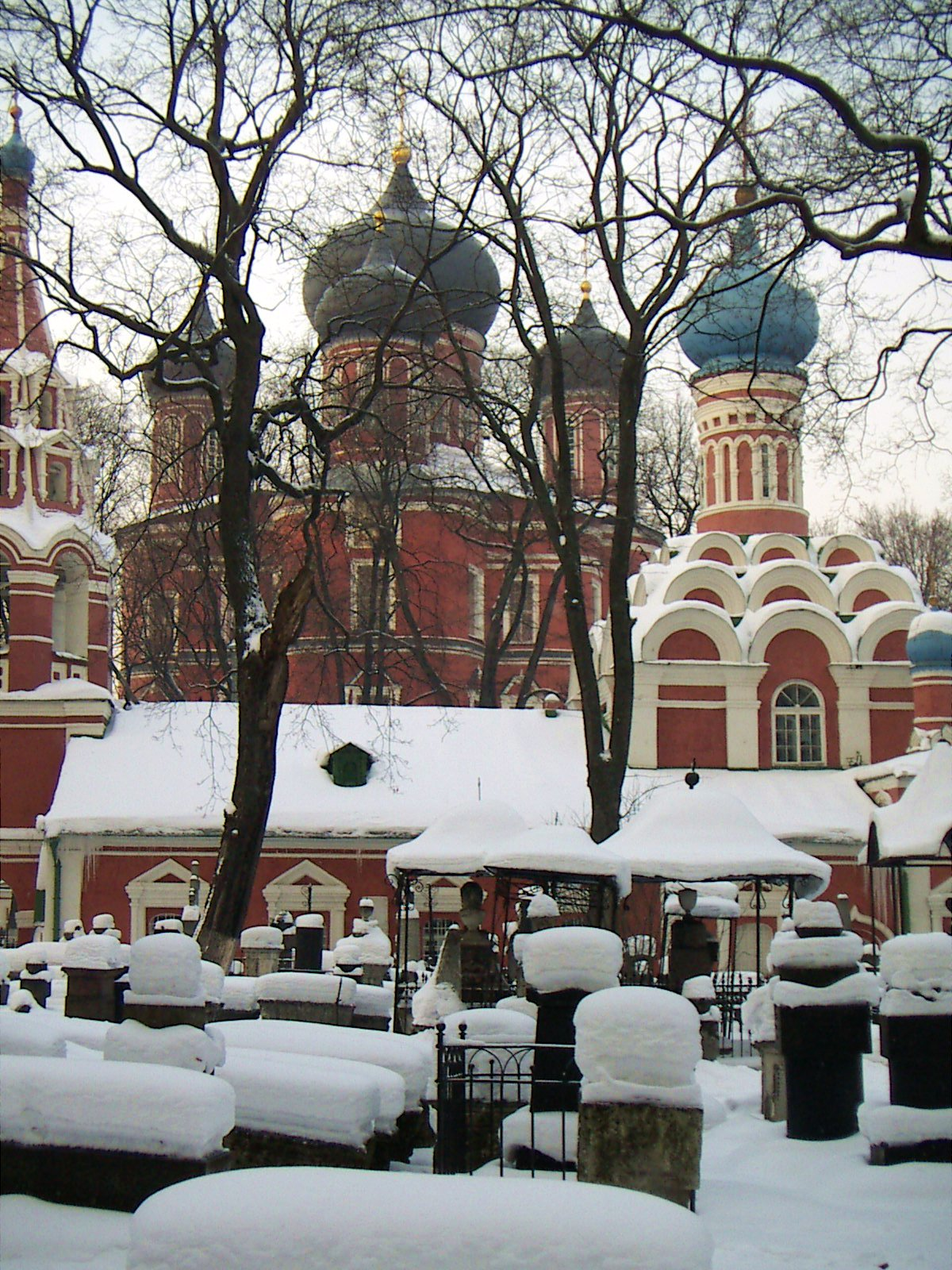
Stary Cmentarz Doński
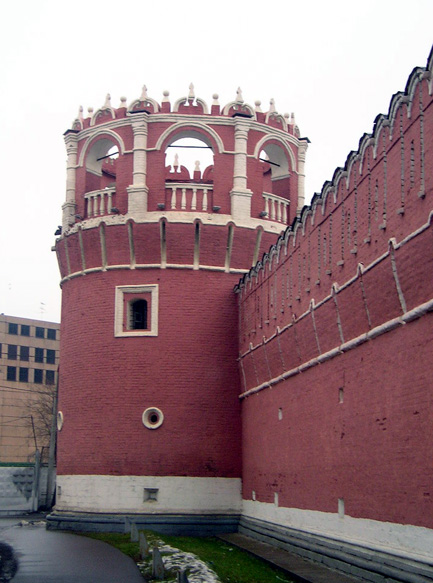
Mury monastyru